# Samuel Eilenberg
Samuel Eilenberg (Varsóvia, 30 de setembro de 1913 — Nova Iorque, 30 de janeiro de 1998) foi um matemático polonês.
Foi membro da Escola de Matemática de Varsóvia. Juntamente com Saunders Mac Lane é reconhecido como fundador da teoria das categorias.

## Obras
- Samuel Eilenberg, Norman Earl Steenrod: Foundations of algebraic topology. 6ª Edição. Princeton: Princeton University Press, 1966.
- Samuel Eilenberg, Saunders Mac Lane: Collected works. Londres: Academic Press, 1986, ISBN 0-12-234020-5.
- Henri Cartan, Samuel Eilenberg: Homological Algebra. 13ª Edição. Princeton: Princeton University Press, 1999, ISBN 0-691-04991-2.